# بين فنسنت
بين فنسنت (بالإنجليزية: Ben Vincent)‏ هو مصارع هاوي أسترالي، ولد في 3 نوفمبر 1976 في كانبرا في أستراليا.

## وصلات خارجية
- بين فنسنت على موقع قاعدة بيانات المصارعة الدولية (الإنجليزية)
- بين فنسنت على موقع أوليمبيديا (الإنجليزية)
- بين فنسنت على موقع اللجنة الأولمبية الأسترالية (الإنجليزية)